# Moyosi rugosa
Moyosi rugosa là một loài nhện trong họ Linyphiidae.
Loài này thuộc chi Moyosi. Moyosi rugosa được Alfred Frank Millidge miêu tả năm 1991.